# Белмонтас
Белмонтас (лит. Belmontas, спочатку лит. Belmont) — передмістя Вільнюса. Розташоване в районі Расоса, на правому березі річки Вільня, на схід від району Ужупіс . 
У Белмонтасі розмістився відомий парк,  яким прокладено шестикілометровий маршрут для прогулянок. Також територія пристосована для активного відпочинку, в тому числі з дітьми, на території парку діють стайні.

## Історія
Спочатку це була галявина в лісах, що оточували місто Вільнюс, вона належала до муніципальних артилерійських частин. У XVI столітті король Сигізмунд I Старий  дозволив побудувати млин на річці Вільня . Спочатку цей млин належав господарям маєтку «Левонішкі», а в 1838-1842 рр. дану територію взяв в оренду француз Карл де Вімм. Карл де Вімм перебудував млин, побудував господарські будівлі і задумав відкрити тут готель з рестораном. Але планам де Віма не судилося збутися  — тодішній муніципальний уряд не дозволив реалізувати ідею з готелем. Після смерті де Віма земля змінила господарів і довгий час залишалася в запустінні.
На початку дев'яностих років XX століття під керівництвом литовського архітектора Річардаса Стульпінаса в цих краях буквально за кілька років було створено парк відпочинку, котрий є улюбленим місцем відпочинку як жителів, так і гостей міста.
Назва походить не з литовської мови, а з латині : вираз bellus mons перекладається як "красивий пагорб".

## Парк
Центр розваг і відпочинку пропонує відвідувачам широкий спектр послуг, для яких працює 12 залів різного призначення і розміру (від 50 до 250 місць), в них може розміститися до 1000 чоловік. Також на території побудований дитячий майданчик, місця тихого відпочинку, квітники з декоративними рослинами, а також експозиції старовинних гармат і механізмів, майданчики для огляду ландшафтів та історичних будівель. Парк займає територію близько 2 гектарів. Особливістю пішохідного маршруту є численні спуски і підйоми, а також велика кількість водних об'єктів. Увагу відвідувачів завжди привертає обрив, над яким зроблений оглядовий майданчик.

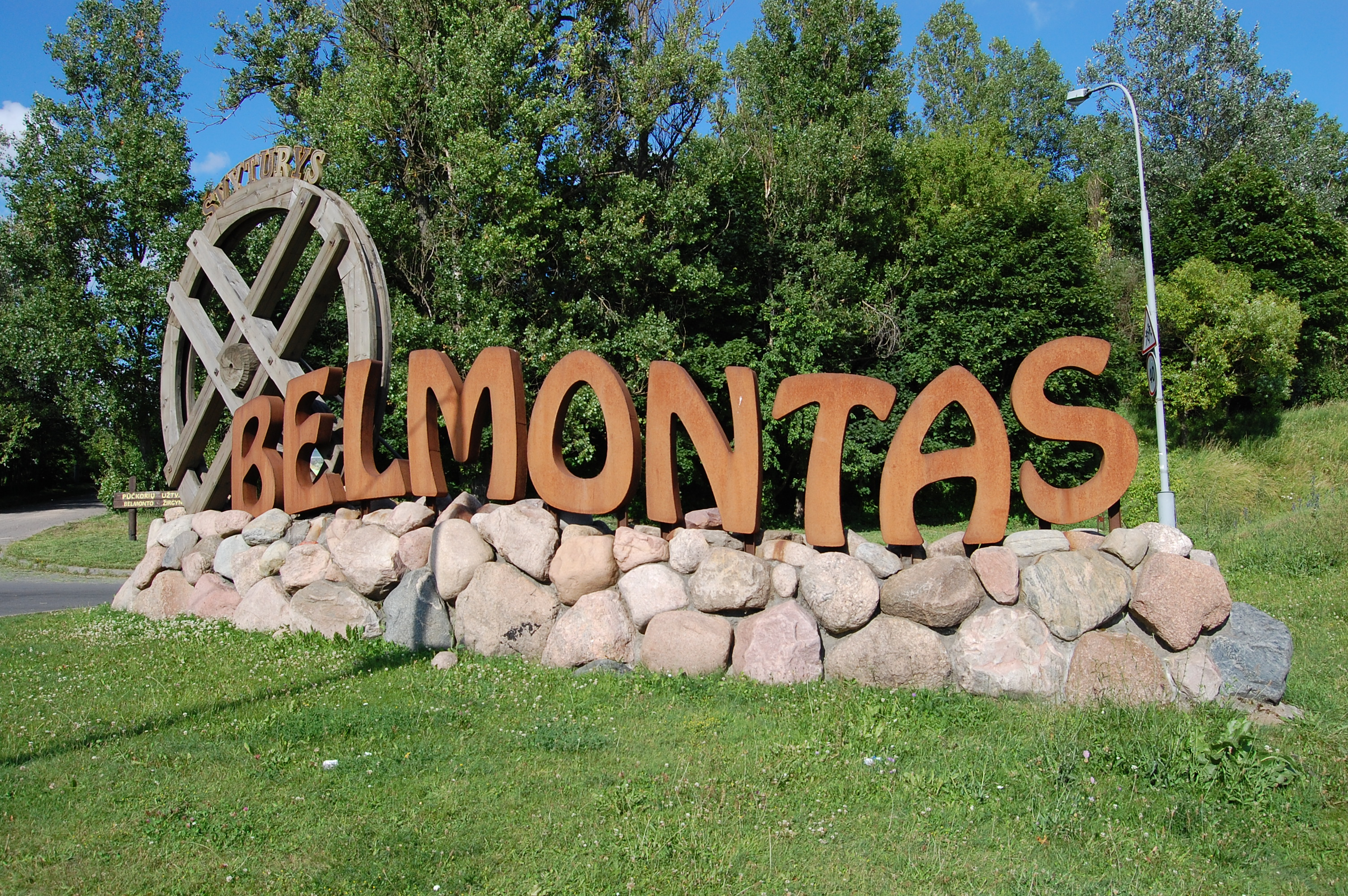
Напис на в'їзді у Белмонтас
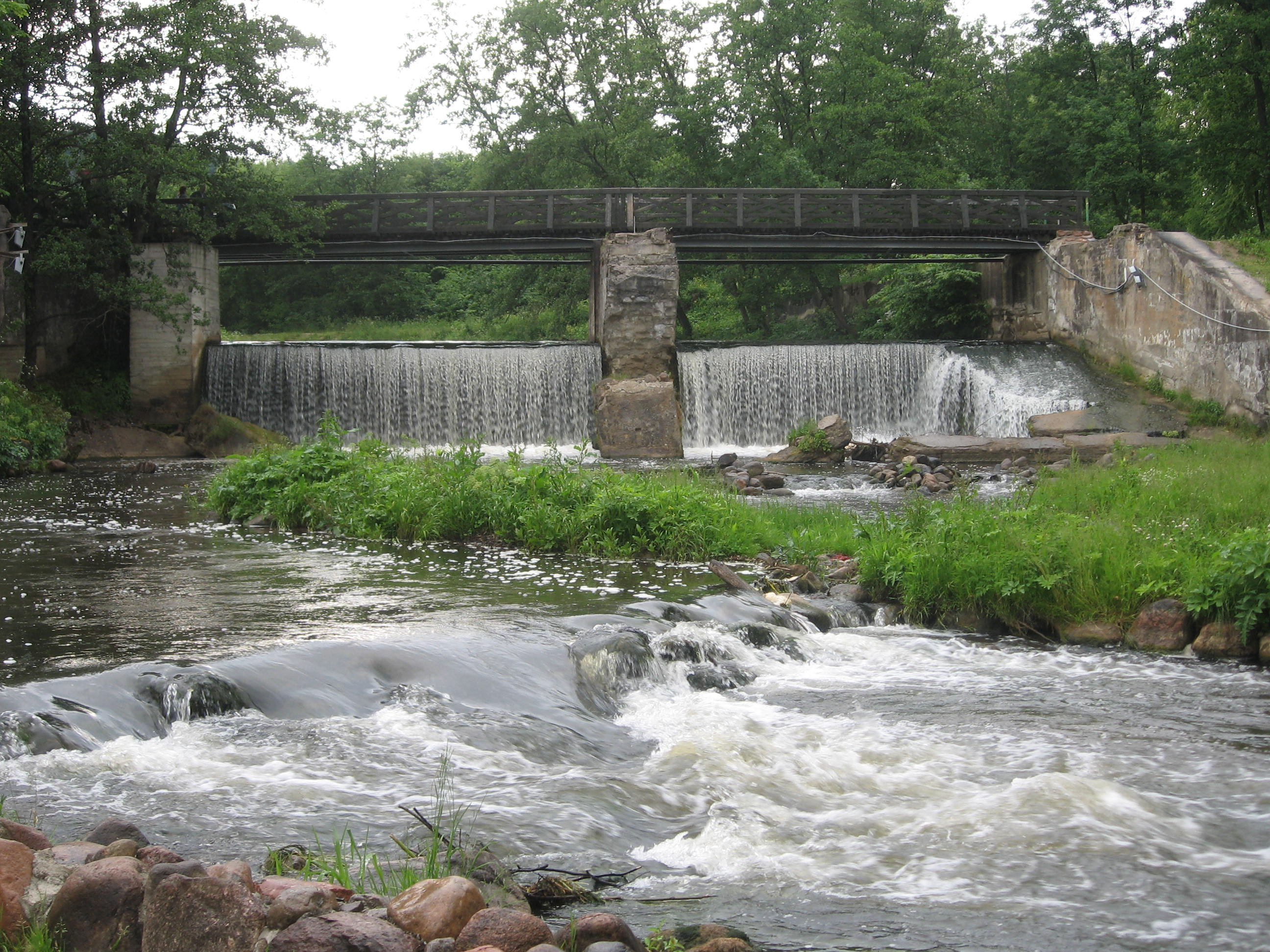
Водоспад у Белмонтасі
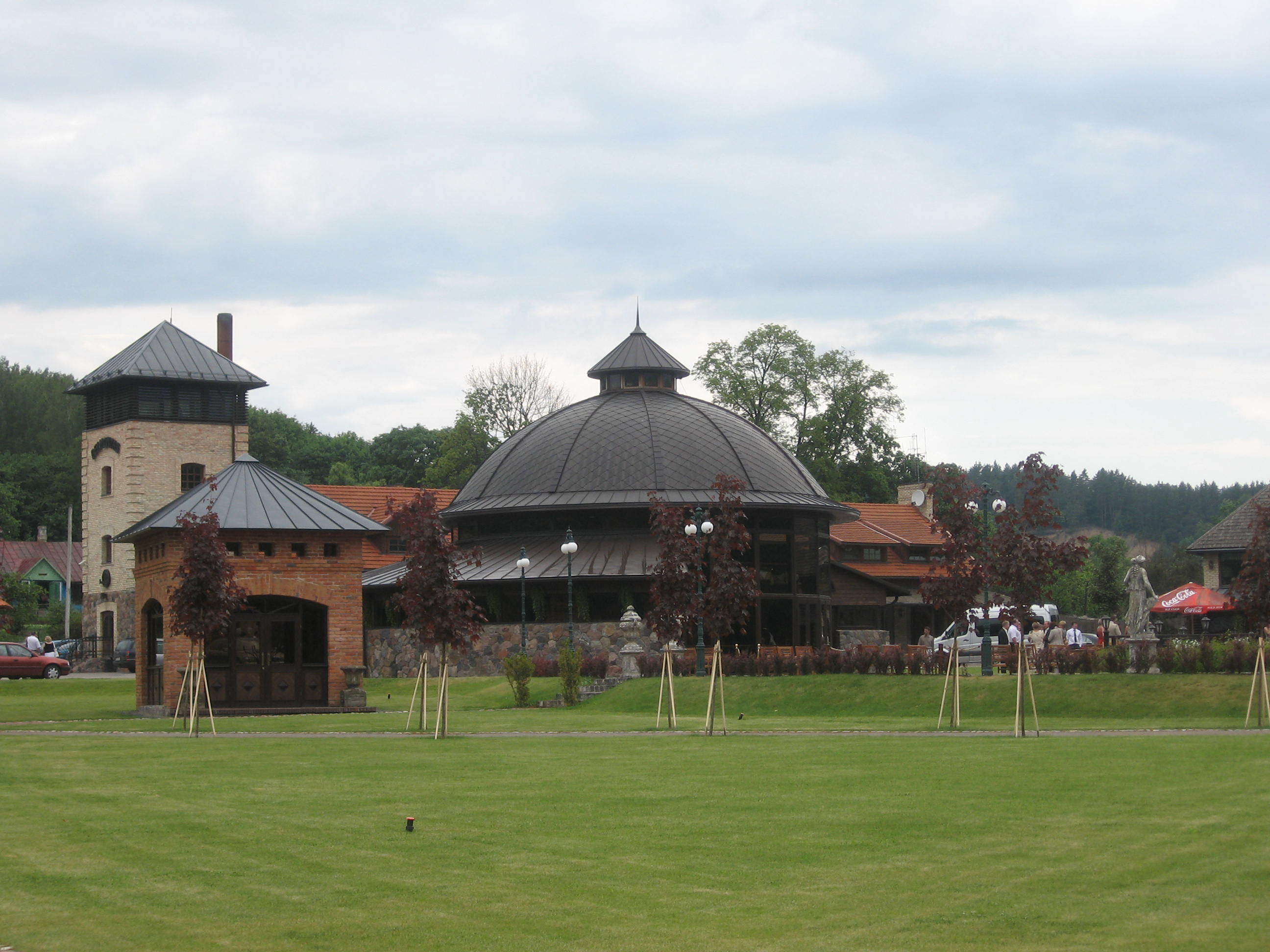
Млин з боку парка
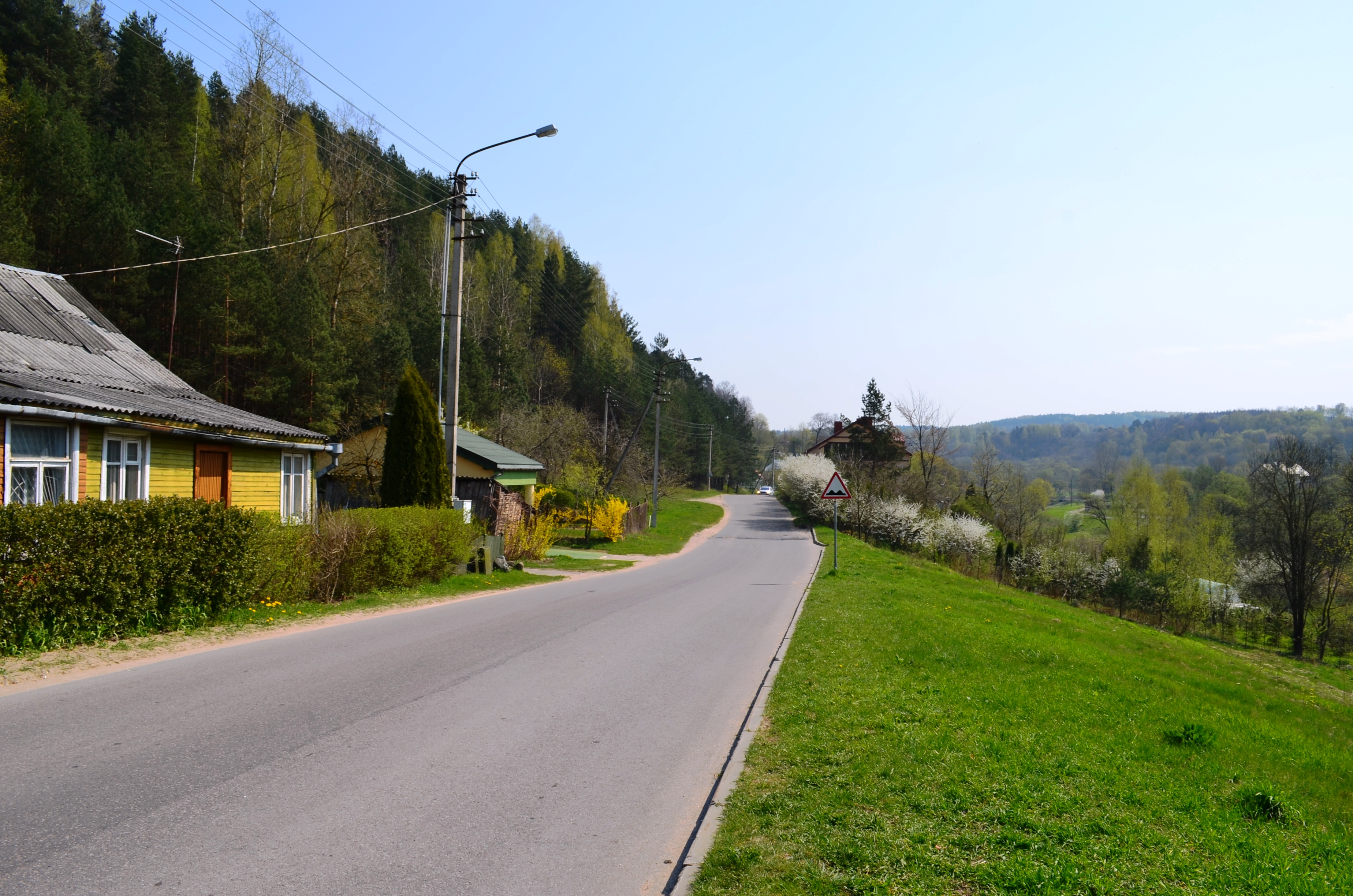
Дорога у Белмонтас